# Gaspar de Zúñiga y Avellaneda
Gaspar de Zúñiga y Avellaneda (ur. w 1507 w Cáceres, zm. 2 stycznia 1571 w Jaén) – hiszpański kardynał.

## Życiorys
Urodził się w 1507 roku w Cáceres, jako syn Francisca de Zúñigi i Maríi de Cárdenas y Henríquez. Studiował na Uniwersytecie w Salamance, a następnie wykładał tam teologię. 27 stycznia 1550 roku został wybrany biskupem Segowii i w tym samym roku przyjął sakrę. Brał udział w soborze trydenckim, a także był sędzią w sprawie Bartolomé Carranzy. W 1558 roku został przeniesiony do archidiecezji Santiago de Compostela. Jedenaście lat później został arcybiskupem Sewilli. 17 maja 1570 roku został kreowany kardynałem prezbiterem i otrzymał kościół tytularny Santa Barbara. Zmarł 2 stycznia 1571 roku w Jaén.